# Сен-Женгольф (Верхня Савоя)

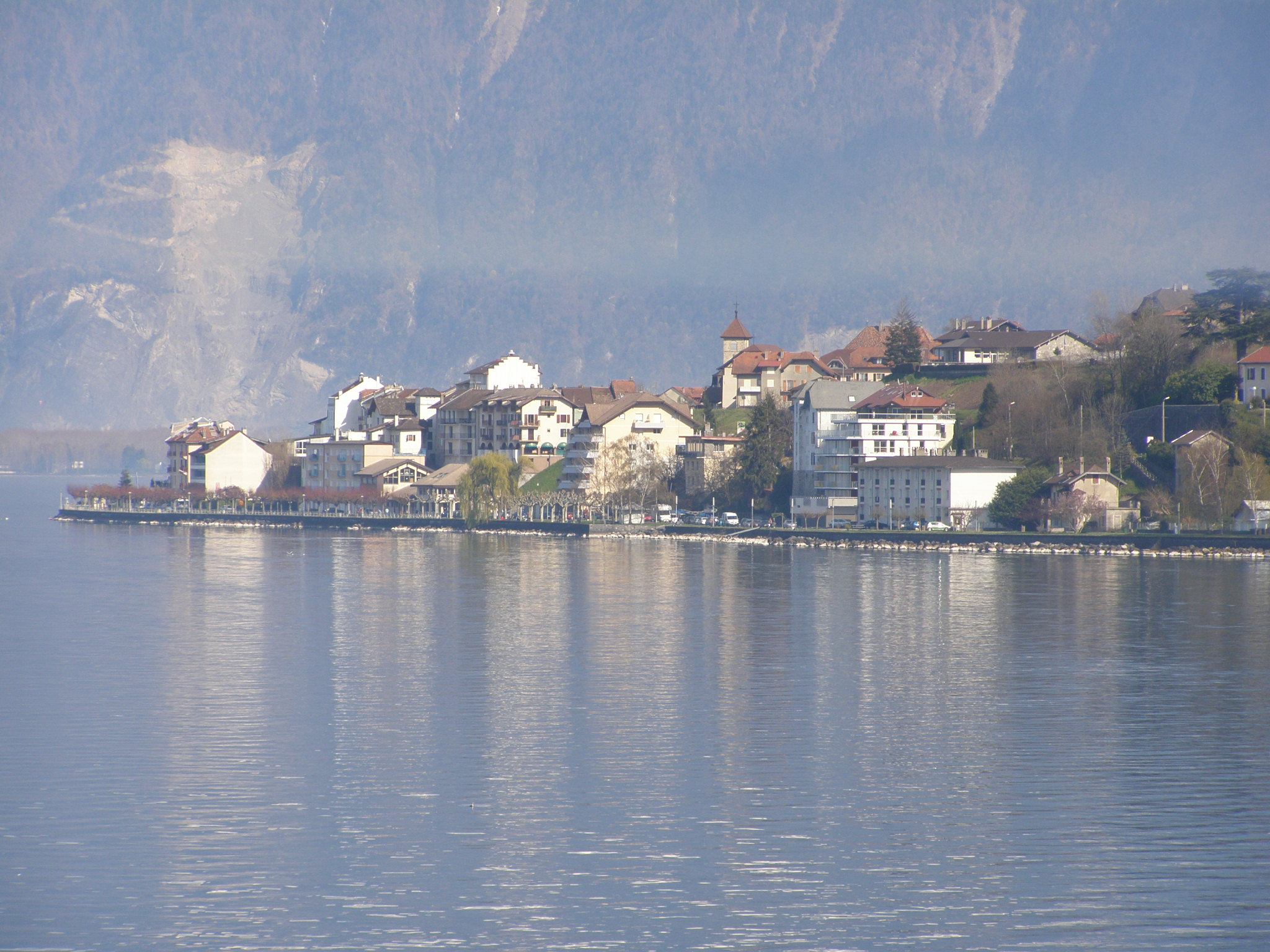

Сен-Женго́льф (Сен-Женґольф, фр. Saint-Gingolph) — муніципалітет у Франції, у регіоні Овернь-Рона-Альпи, департамент Верхня Савоя. Населення — 895 осіб (01.01.2021).
Муніципалітет розташований на південно-східному березі Женевського озера в гирлі гірської річки Морж, якою пролягає французько-швейцарський кордон. З іншого берега річки розташований однойменний швейцарський муніципалітет. Відстань від Парижа становить близько 430 км на південний схід, від Ліона — 160 км на північний схід, а від Ансі — 70 км на північний схід.

## Історія
До 2015 року муніципалітет перебував у складі регіону Рона-Альпи. Від 1 січня 2016 року належить до нового об'єднаного регіону Овернь-Рона-Альпи.

## Демографія
Динаміка населення (INSEE ):
Розподіл населення за віком та статтю (2006):
| Стать | Всього | До 15 років | 15-24 | 25-44 | 45-64 | 65-85 | Понад 85 |
| --- | ------ | ----------- | ----- | ----- | ----- | ----- | -------- |
| Чоловіки | 311    | 41          | 37    | 117   | 71    | 41    | 4        |
| Жінки | 335    | 70          | 29    | 95    | 91    | 25    | 25       |
| \| Статево-вікова піраміда \| Статево-вікова піраміда \| Статево-вікова піраміда \| \| ----------------------- \| ----------------------- \| ----------------------- \| \| Чоловіки \| Вік \| Жінки \| \| 4 \| 85 + \| 25 \| \| 0 \| 80-84 \| 0 \| \| 8 \| 75-79 \| 17 \| \| 0 \| 70-74 \| 4 \| \| 33 \| 65-69 \| 4 \| \| 12 \| 60-64 \| 21 \| \| 17 \| 55-59 \| 29 \| \| 25 \| 50-54 \| 33 \| \| 17 \| 45-49 \| 8 \| \| 33 \| 40-44 \| 33 \| \| 46 \| 35-39 \| 33 \| \| 21 \| 30-34 \| 17 \| \| 17 \| 25-29 \| 12 \| \| 12 \| 20-24 \| 25 \| \| 25 \| 15-20 \| 4 \| \| 17 \| 10-14 \| 25 \| \| 12 \| 5-9 \| 12 \| \| 12 \| 0-4 \| 33 \| |        |             |       |       |       |       |          |
| Статево-вікова піраміда |        |             |       |       |       |       |          |
| Чоловіки | Вік    | Жінки       |       |       |       |       |          |
| 4 | 85 +   | 25          |       |       |       |       |          |
| 0 | 80-84  | 0           |       |       |       |       |          |
| 8 | 75-79  | 17          |       |       |       |       |          |
| 0 | 70-74  | 4           |       |       |       |       |          |
| 33 | 65-69  | 4           |       |       |       |       |          |
| 12 | 60-64  | 21          |       |       |       |       |          |
| 17 | 55-59  | 29          |       |       |       |       |          |
| 25 | 50-54  | 33          |       |       |       |       |          |
| 17 | 45-49  | 8           |       |       |       |       |          |
| 33 | 40-44  | 33          |       |       |       |       |          |
| 46 | 35-39  | 33          |       |       |       |       |          |
| 21 | 30-34  | 17          |       |       |       |       |          |
| 17 | 25-29  | 12          |       |       |       |       |          |
| 12 | 20-24  | 25          |       |       |       |       |          |
| 25 | 15-20  | 4           |       |       |       |       |          |
| 17 | 10-14  | 25          |       |       |       |       |          |
| 12 | 5-9    | 12          |       |       |       |       |          |
| 12 | 0-4    | 33          |       |       |       |       |          |

## Економіка
2010 року серед 512 осіб працездатного віку (15—64 років) 381 була активною, 131 — неактивною (показник активності 74,4%, у 1999 році було 74,8%). З 381 активної мешканців працювало 339 осіб (201 чоловік та 138 жінок), безробітними було 42 (13 чоловіків та 29 жінок). Серед 131 неактивної 34 особи були учнями чи студентами, 49 — пенсіонерами, 48 були неактивними з інших причин.

У 2010 році в муніципалітеті числилось 317 оподаткованих домогосподарств, у яких проживали 642,0 особи, медіана доходів виносила 22 522 євро на одного особоспоживача